# Haplophyllum bucharicum
Haplophyllum bucharicum är en vinruteväxtart som beskrevs av Litwinow. Haplophyllum bucharicum ingår i släktet Haplophyllum och familjen vinruteväxter. Inga underarter finns listade i Catalogue of Life.